# Balenbach
Balenbach ist ein Weiler und ein Ortsteil der Gemeinde Eitorf im Rhein-Sieg-Kreis im südlichen Nordrhein-Westfalen. Die Ortschaft war bis zum 1. Januar 1935 Teil der Gemeinde Merten.

## Lage
Balenbach liegt auf der Mertener Höhe im Nutscheid auf einer Höhe von 210 m ü. NHN.

## Geschichte
1821 hatte der Ort 35 Bewohner.
1885 hatte Balenbach sechs Häuser mit 15 Einwohnern.
1910 hatte Balenbach die Haushalte Ackerer Peter Bensberg senior und junior, Ackerer Karl Bensberg, Ackerer Johann Derenbach und Maurer Johann Ennenbach.
1925 waren in Balenbach der Ackerer Jakob Bensberg, der Maurer Peter Ennenbach, Witwe Margarethe Monheim und Fabrikarbeiter Adam und Wilhelm Zimmermann verzeichnet.